# Metro v Pchjongjangu

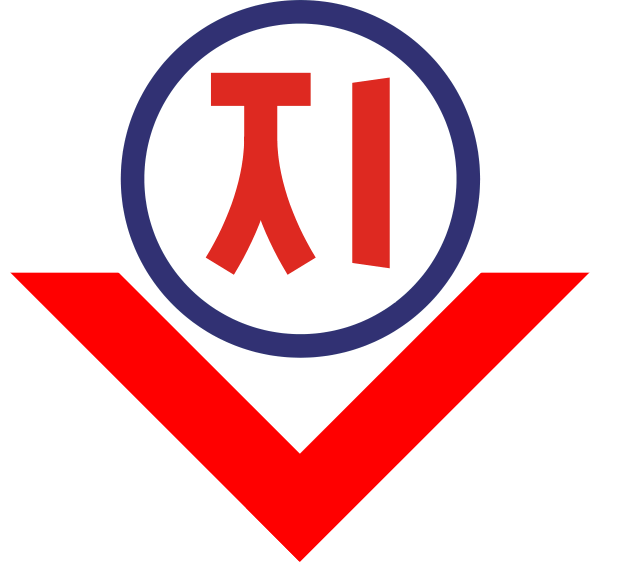
Logo Pchjongjanského metra

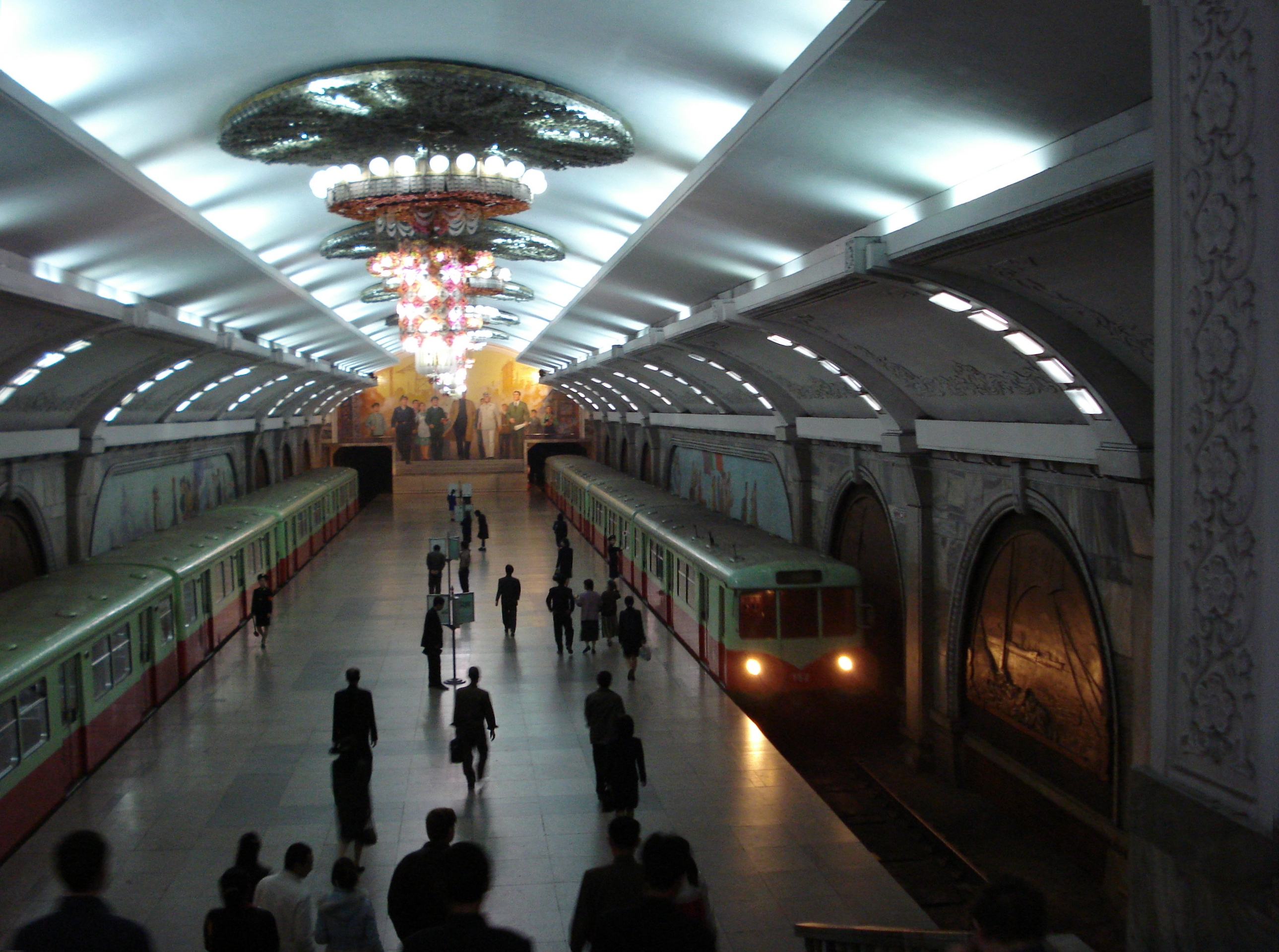
Vlak Pchjongjanského metra

Metro v Pchjongjangu tvoří dvě linky, nazývané Čolima a Hioksin. Je to jediný systém metra v zemi.

## Charakter provozu
Síť metra je kompletně podzemní, velmi hluboko založená (nejhlubší stanice se nachází až 120 m pod zemí). Každou trasu tvoří dva jednokolejné tunely, stanice pak mají ostrovní nástupiště. Ta jsou s povrchem spojena pomocí eskalátorových tunelů a jejich konstrukce umožňuje případné využití v čase války jako kryty pro civilní obyvatelstvo. Výzdoba stanic je provedena ve velmi honosném stylu socialistického realismu s mozaikami, sochami a stěnami obloženými dekorativními druhy kamene.
Na rozdíl od všech měst světa, kde názvy stanic odpovídají jejich geografickému umístění, zde jsou všechny bez výjimky pojmenovány podle komunistických témat.

## Vozový park
V provozu jsou vlaky čínské a německé výroby (v dobách otevření jezdily východoněmecké). Ve vlacích v místech určených pro reklamu jsou umístěny portréty vůdců země Kim Čong-una a Kim Ir-sena.

## Historie
Historie metra se začala psát roku 1968, během pěti let byl zprovozněn první úsek (7,5 km, 6 stanic na lince Čolima). Výstavba se však neobešla bez komplikací; v roce 1971 došlo k neštěstí při ražbě tunelu pod řekou Tedong. Podle některých zdrojů zde zemřelo až 100 dělníků; tunel tudy proražen nebyl a kvůli tomu tak neexistuje dosud spojení pomocí metra mezi oběma břehy řeky. Celkem bylo mezi lety 1973 a 1987 otevřeno pět úseků; takže se síť rozrostla až na 22,5 km se sedmnácti stanicemi. Vzhledem k obtížné ekonomické situaci země výstavba nepokračuje, přesto je plánovaná třetí linka; v centru města by pak vznikl přestupní trojúhelník známý například z Prahy nebo Kyjeva.

## Stanice
| Stanice                  | Překlad                                                              | Přestup                  |
| #1 Trasa Chollima 천리마 | #1 Trasa Chollima 천리마                                             | #1 Trasa Chollima 천리마 |
| ------------------------ | -------------------------------------------------------------------- | ------------------------ |
| 붉은별 Pulgunbyol        | Rudá hvězda                                                          |                          |
| 전우 戰友 Chonu          | Soudruh                                                              | #2 Chonsung              |
| 개선 凱旋 Kaeson         | Triumfální návrat                                                    |                          |
| 통일 統一 Tongil         | Jednota                                                              |                          |
| 승리 勝利 Sungni         | Vítězství                                                            |                          |
| 봉화 烽火 Ponghwa        | Strážný oheň                                                         |                          |
| 영광 榮光 Yonggwang      | Sláva                                                                |                          |
| 부흥 復興 Puhung         | Revitalizace                                                         |                          |
| #2 Trasa Hyoksin 혁신    |                                                                      |                          |
| 광복 光復 Kwangbok       | Renovace                                                             |                          |
| 건국 建國 Konguk         | Národní nadace                                                       |                          |
| 황금벌 黃金벌 Hwaggumbol | Zlatá půda                                                           |                          |
| 건설 建設 Konsol         | Budování                                                             |                          |
| 혁신 革新 Hyoksin        | Obnova                                                               |                          |
| 전승 戰勝 Chonsung       | Triumf                                                               | #1 Chonu                 |
| 삼흥 三興 Samhung        | Trojí oživení (tři cíle výchovy: znalost, morálka, fyzická zdatnost) |                          |
| 광명 光明 Kwangmyong     | Svit                                                                 |                          |
| 락원 樂園 Rakwon         | Ráj                                                                  |                          |